# Landshövdingar i Älvsborgs län
Landshövdingen i Älvsborgs län var chef för Länsstyrelsen i Älvsborgs län (innan 1918 benämnt som Kunglig Majestäts befallningshavande) och fungerade som Kungl. Maj:ts (efter 1975 regeringens) representant för den statliga länsförvaltningen.
Landshövdingen hade ingen direkt koppling till Älvsborgs läns landsting, som var det landsting vars gränser sammanföll med länets.

## Lista över landshövdingarna i Älvsborgs län

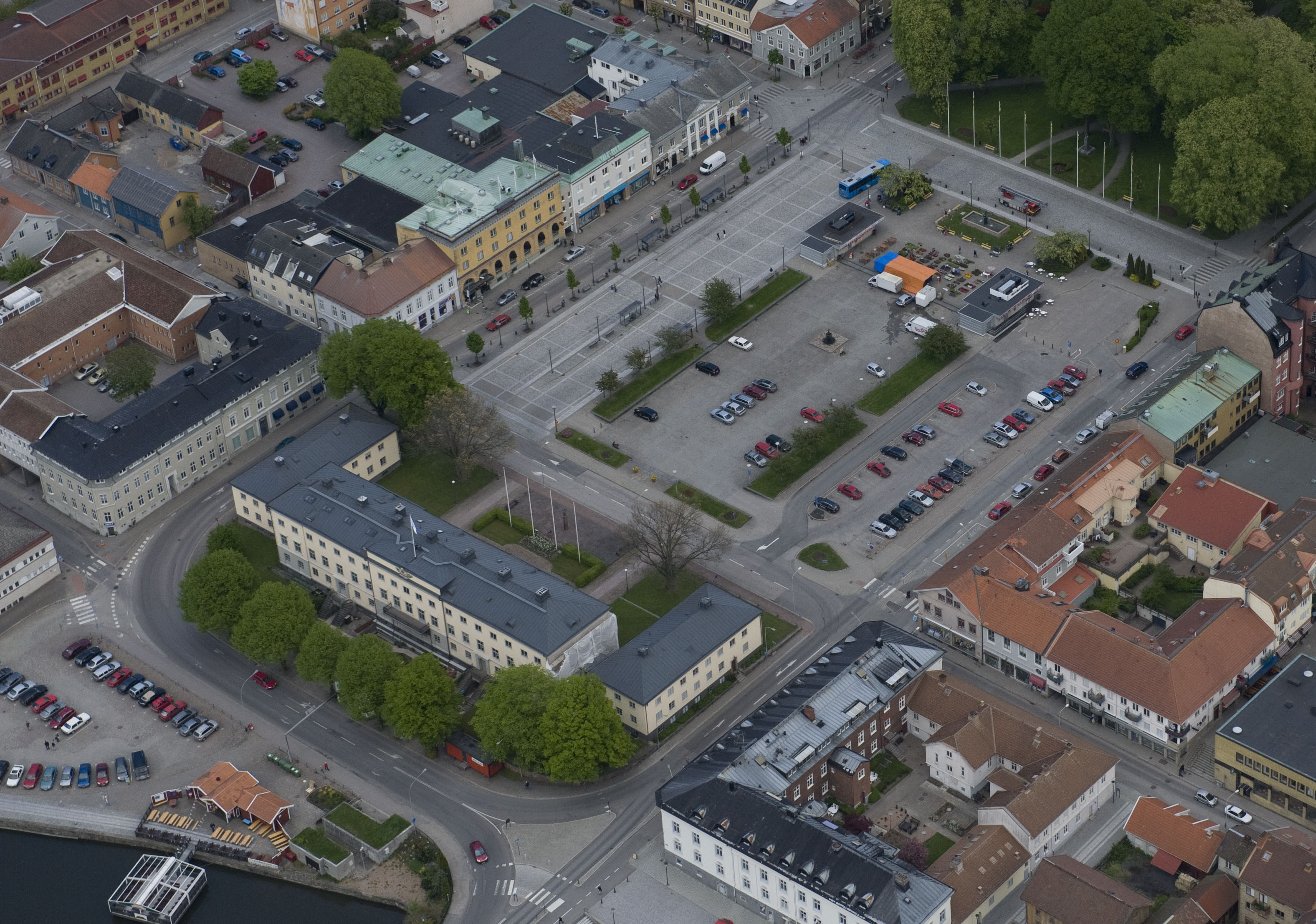
Länsresidenset i Vänersborg.

Årtal inom parentes anger ämbetsmannens levnadsår.
| Namn                                   | Tillträde | Avgång | Not   |
| -------------------------------------- | --------- | ------ | ----- |
| Johan Henriksson Reuter                | 1634      | 1644   |       |
| Nils Assersson Mannersköld (1577–1655) | 1644      | 1648   |       |
| Per Ribbing (1606–1664)                | 1648      | 1663   |       |
| Per Larsson Sparre (1628–1692)         | 1663      | 1674   |       |
| Henrik Falkenberg (1634–1691)          | 1674      | 1676   |       |
| Hans Georg Mörner (1623–1685)          | 1676      | 1679   |       |
| Henrik von Vicken (1624–1690)          | 1679      | 1690   |       |
| Lars Eldstierna (1623–1701)            | 1690      | 1693   |       |
| David Makeléer (död 1708)              | 1693      | 1708   |       |
| Axel von Faltzburg (1645–1728)         | 1708      | 1710   |       |
| Anders Sparrfelt (1645–1730)           | 1710      | 1716   |       |
| Gustaf Fock (död 1725)                 | 1716      | 1725   |       |
| Olof Gyllenborg (1676–1737)            | 1725      | 1733   |       |
| Johan Palmfelt (1675–1739)             | 1733      | 1739   |       |
| Axel Erik Roos (1684–1765)             | 1740      | 1749   |       |
| Carl C:son Broman (1703–1784)          | 1749      | 1751   |       |
| Adolf Mörner (1705–1766)               | 1751      | 1756   |       |
| Johan Råfelt (1712-1763)               | 1756      | 1763   |       |
| Mauritz Posse (1712–1787)              | 1763      | 1769   |       |
| Sven Cederström (1710-1781)            | 1769      | 1775   |       |
| Mikael von Törne (1726–1796)           | 1775      | 1785   |       |
| Johan Fredrik Lilliehorn (1745–1811)   | 1785      | 1809   |       |
| Johan Adam Hierta (1749–1816)          | 1810      | 1810   |       |
| Lars Hierta (1762–1835)                | 1810      | 1815   |       |
| Per Adolf Ekorn (1758–1819)            | 1816      | 1817   |       |
| Carl Georg Flach (1778–1846)           | 1817      | 1825   |       |
| Paul Sandelhielm (1776–1850)           | 1825      | 1850   |       |
| Bengt Carl Bergman (1805-1878)         | 1851      | 1858   |       |
| Eric Sparre (1816–1886)                | 1858      | 1886   | [ 1 ] |
| Wilhelm Lothigius (1836–1913)          | 1886      | 1905   | [ 1 ] |
| Karl Husberg (1854–1928)               | 1905      | 1922   | [ 1 ] |
| Axel von Sneidern (1875–1950)          | 1922      | 1941   | [ 1 ] |
| Vilhelm Lundvik (1883–1969)'           | 1941      | 1949   | [ 1 ] |
| Arvid Richert (1887–1981)              | 1949      | 1954   |       |
| Mats Lemne (1919–1997)                 | 1955      | 1970   |       |
| Gunnar von Sydow (1911–1990)           | 1970      | 1978   | [ 2 ] |
| Göte Fridh (1926–1996)                 | 1978      | 1991   |       |
| Bengt K.Å. Johansson (1937–2021)       | 1991      | 1997   | [ 3 ] |

Från och med 1998, se landshövdingar i Västra Götalands län.